# Kofi Awoonor
Kofi Awoonor, né le 13 mars 1935 à Wheta (en), alors en Côte-de-l'Or et mort assassiné le 21 septembre 2013 à Nairobi, est un écrivain, poète et diplomate ghanéen.

## Biographie
Kofi Awoonor est l'auteur dont le travail combiné des traditions poétiques de son pays natal Ewe et le symbolisme contemporain et religieux ont été retenus pour représenter l'Afrique lors de la décolonisation. Il a commencé à écrire sous le nom de George Awoonor-Williams.
Kofi Awoonor était parmi ceux qui ont été tués le 21 septembre 2013, dans une attaque armée au centre commercial Westgate à Nairobi, au Kenya, par l'Al-Shabaab, un groupe djihadiste. Son dernier ouvrage en préparation à ce moment, « The Promise of Hope: New and Selected Poems (1964-2013) » est publié par Amalion en 2014. 